# 2009–2010-es magyar gyeplabdabajnokság
A 2009–2010-es magyar gyeplabdabajnokság a nyolcvanadik gyeplabdabajnokság volt. A bajnokságban hat csapat indult el, a csapatok két kört játszottak, majd az első négy helyezett 1 győzelemig tartó play-off rendszerű rájátszásban, az ötödik-hatodik helyezett pedig kuparendszerben döntött a végső helyezésekről.

## Alapszakasz
| #  | Csapat          | M  | Gy | D | V | G+ | G- | P  | Megjegyzés     |
| -- | --------------- | -- | -- | - | - | -- | -- | -- | -------------- |
| 1. | Rosco SE        | 10 | 10 | 0 | 0 | 77 | 12 | 30 |                |
| 2. | Építők HC       | 10 | 8  | 0 | 2 | 57 | 15 | 24 |                |
| 3. | Olcote HC       | 10 | 6  | 0 | 4 | 34 | 27 | 18 |                |
| 4. | Rosco SE II.    | 10 | 3  | 0 | 7 | 31 | 38 | 9  |                |
| 5. | ARES HC         | 10 | 2  | 0 | 8 | 11 | 73 | 5  | 1 pont levonva |
| 6. | Szt. László DSE | 10 | 1  | 0 | 9 | 10 | 55 | 3  |                |

* M: Mérkőzés Gy: Győzelem D: Döntetlen V: Vereség G+: Ütött gól G-: Kapott gól P: Pont

## Rájátszás
5. helyért: ARES HC–Szt. László DSE 2–7 és 2–7
Elődöntő: Rosco SE–Rosco SE II. 11–2 és Építők HC–Olcote HC 7–4
3. helyért: Olcote HC–Rosco SE II. 4–1
döntő: Rosco SE–Építők HC 1–0